# Герхард I (Гелдерн)
Герхард I от Васенберг (на немски: Gerhard III. von Wassenberg; Gerhard I. von Geldern, der Flaminius, * 1060; † пр. 8 март 1129) от фамилията на Фламиниите, е през 1085 г. граф на Васенберг и от 1096 г. първият граф на Гелдерн.

## Произход
Той е вероятно син на граф Хайнрих III от Васенберг, или на Дитрих I Фламенс.
Герхард I е прародител на графовете от Гелдерн от Дом Васенберг (или на Фламенсес, Flamenses), които през 1371 г. изчезват по мъжка линия.

## Фамилия
Герхард I се жени през 1086 г. за Клеменция Аквитанска (* 1046/59, † сл. 1129), дъщеря на граф Вилхелм VII (1023 – 1058), херцог на Аквитания, от род Рамнулфиди, и на Ермезинда от Лонгви († сл. 1058), вдовица на граф Конрад I Люксембургски (* 1040, † 1086). Те имат децата:
- Йоланта (* 1090), омъжва се ок. 1107 г. за граф Балдуин III (Хенегау); и 2. път ок. 1122 г. за Готфрид дьо Buchain, бургграф от Валенциен
- Юта/Юдит (* 1090, † 24 юни 1151), наследничка на Васенберг; ∞ 1110 г. за Валрам III (Лимбург) († 1139)
- Герхард II (* 1090/1095; † 1131), граф на Гелдерн (1129 – 1131) и граф на Цутфен (1113 – 1131)